# 켄 휘팅엄
켄 휘팅엄(영어: Ken Whittingham)은 미국의 텔레비전 감독이다.
연출작으로는 《아메리칸 하우스와이프》, 《길모어 걸스》, 《언브레이커블 키미 슈미트》, 《어글리 베티》, 《스틸 스탠딩》, 《커뮤니티》, 《예스, 디어》, 《30 ROCK》, 《캘리포니케이션》, 《팍스 앤 레크리에이션》, 《헤크 패밀리》, 《민디 프로젝트》, 《페어런트 후드》, 《버니 맥 쇼》, 《스크럽스》, 《투 브로크 걸스》, 《크리스는 괴로워》, 《모던 패밀리》, 《부키》, 《킹 오브 퀸즈》, 《커플수칙》, 《오피스》, 《마이 네임 이즈 얼》, 《안투라지》, 《서버가토리》, 《블레스 디스 메스》, 《싱글 페어런츠》, 《아메리칸 하우스와이프》, 《케넌》, 《아빠 때문에 못살겠다!》, 《우리는 업쇼 패밀리》, 《더 원더 이어스》, 《애봇 초등학교》 등이 있다.
《오피스》, 《30 ROCK》, 《팍스 앤 레크리에이션》을 통해 NAACP 이미지 어워드를 다섯 차례 수상했다.